# Estación de Saginuma
La estación de Saginuma (鷺沼駅 Saginuma-eki?) es una estación de pasajeros propiedad de la compañía Tokyu, que da servicio a la Línea Den-en-toshi. Se localiza en Kawasaki, prefectura de Kanagawa. Su código es DT14.
El jefe de estación se encarga también de la estación de Tama-plaza.

## La estación
Se trata de una estación elevada compuesta por una plataforma de isla que da servicio a dos vías.

## Servicios ferroviarios
| procedencia/destino    | < estación | Línea | estación >   | destino/procedencia                 |
| ---------------------- | ---------- | ----- | ------------ | ----------------------------------- |
| Nagatsuta・Chuo-rinkan | Tama-plaza |       | Miyamaedaira | Shibuya・Oshiage(Skytree)・Kasukabe |

## Galería de fotos

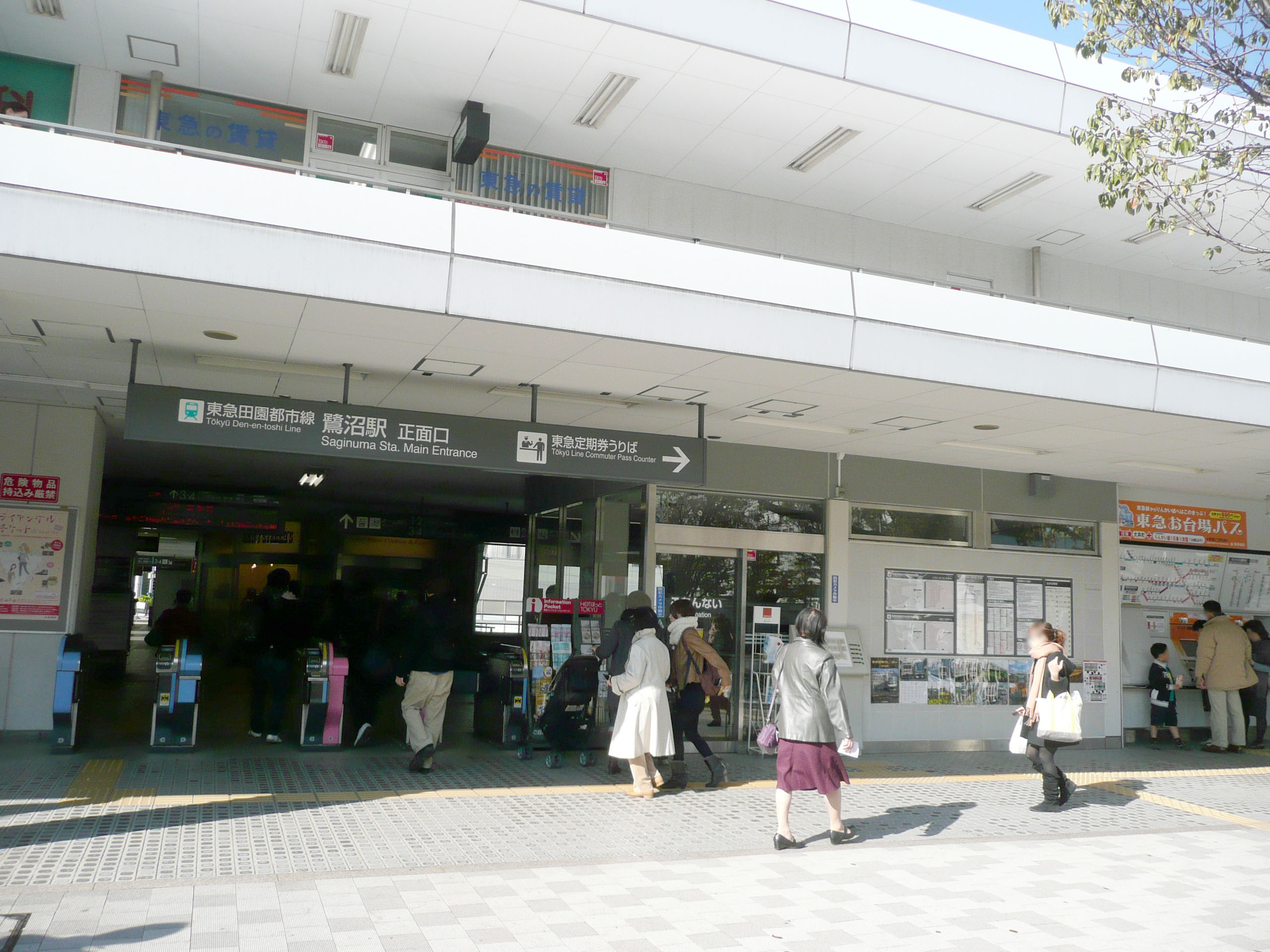
Cerca de la entrada principal (noviembre de 2011)
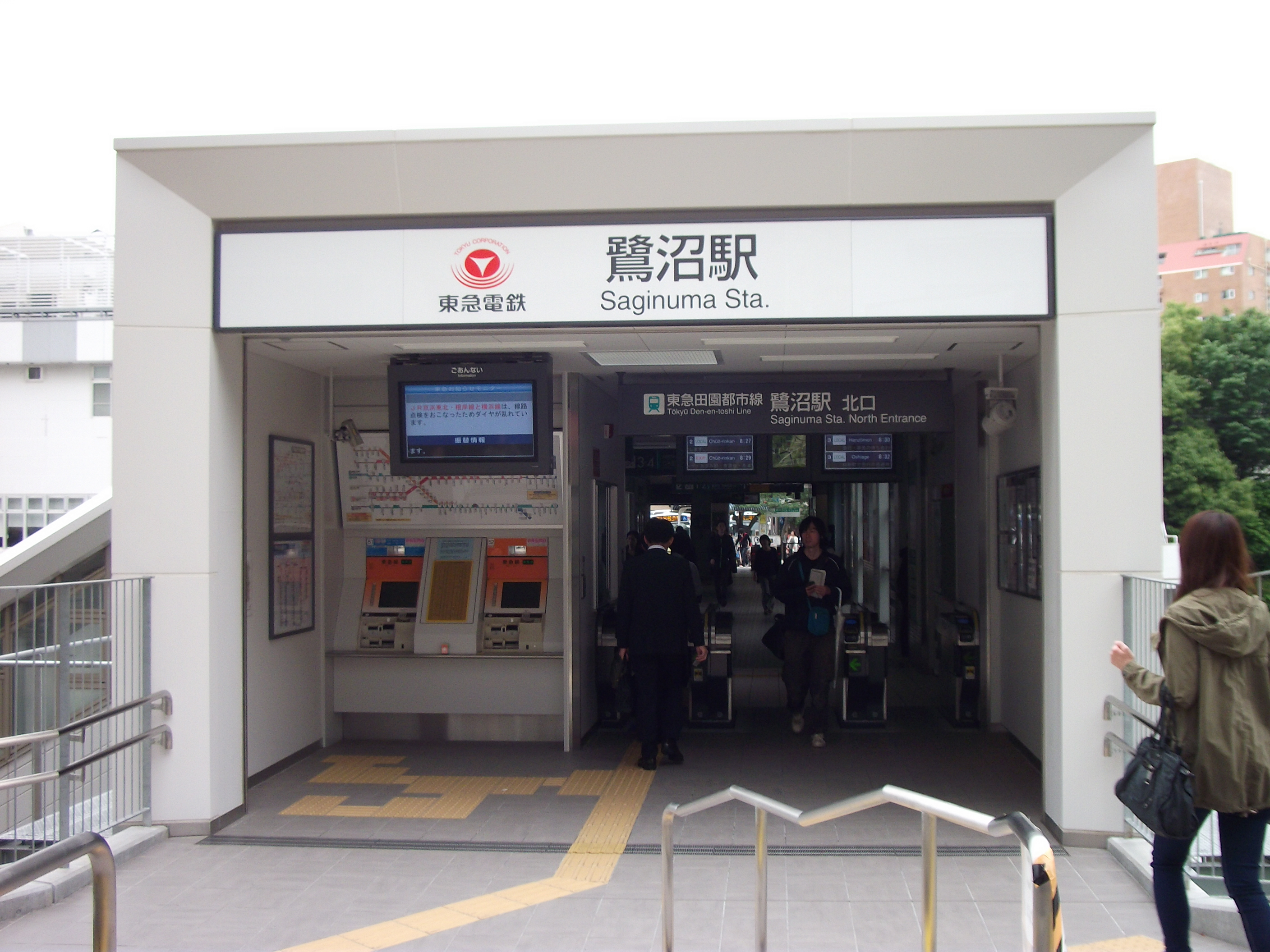
Acceso norte (mayo de 2011)
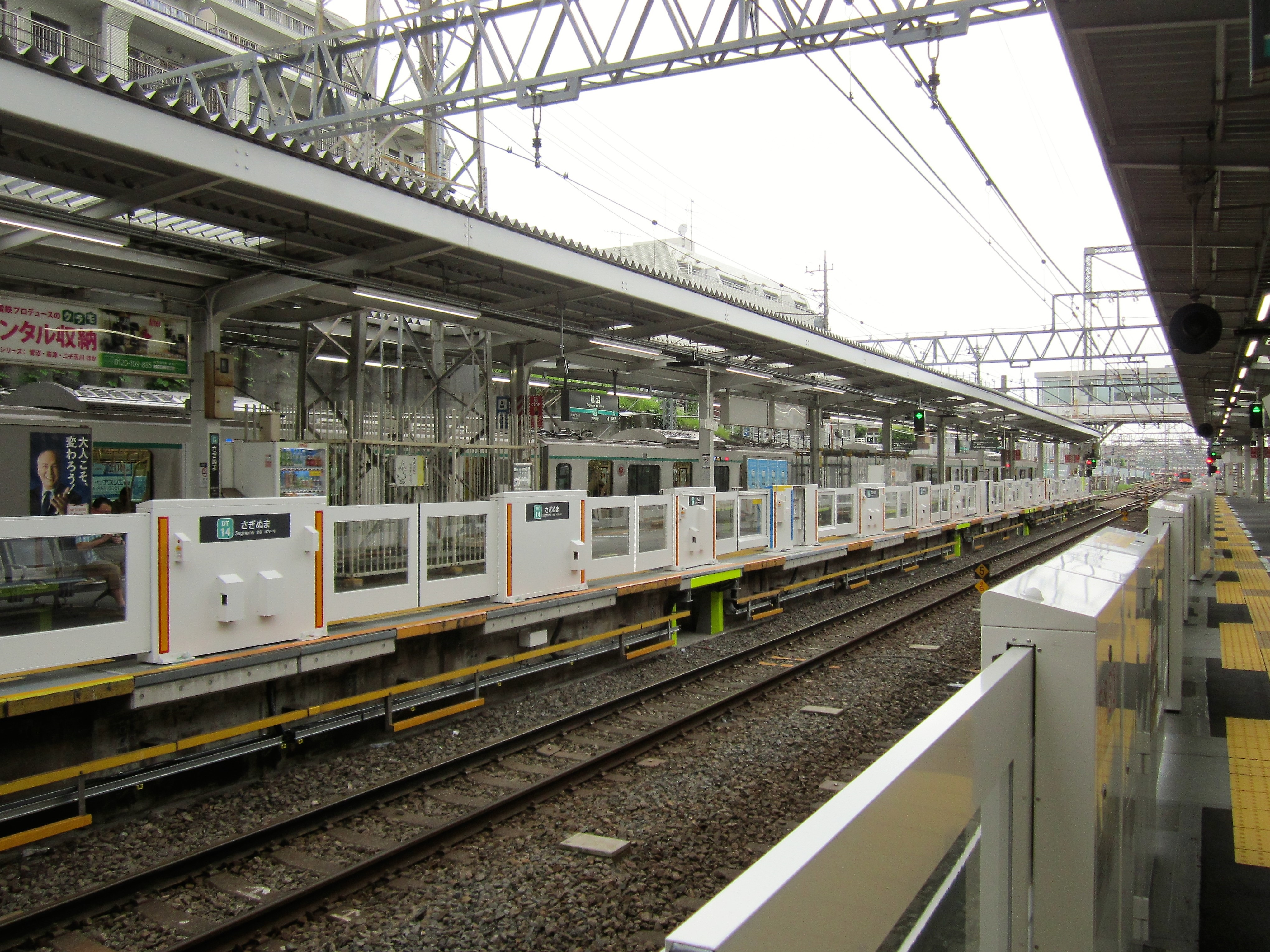
Andén (junio de 2019)
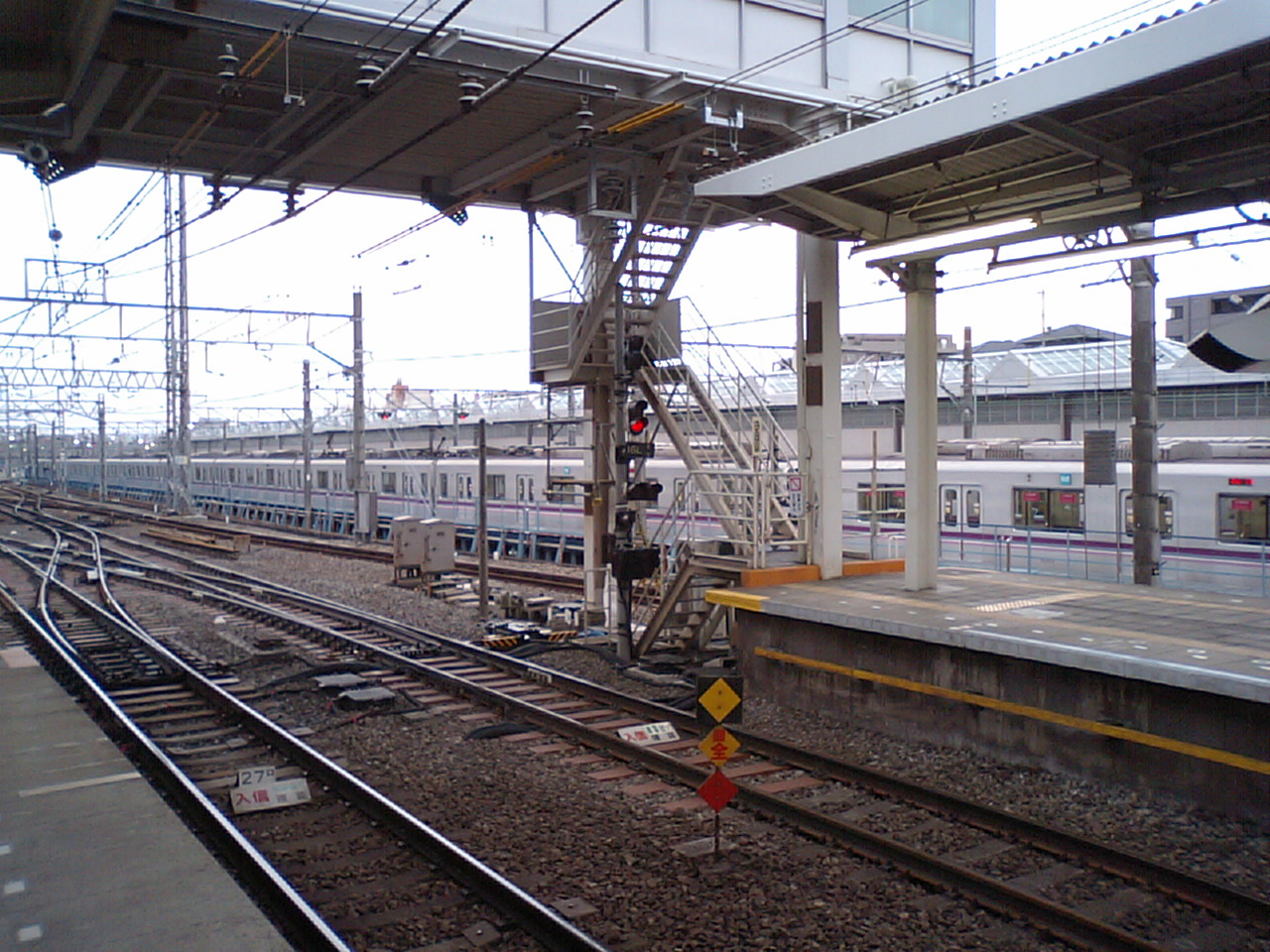
Cocheras de Saginuma pertenecientes al Metro de Tokio.
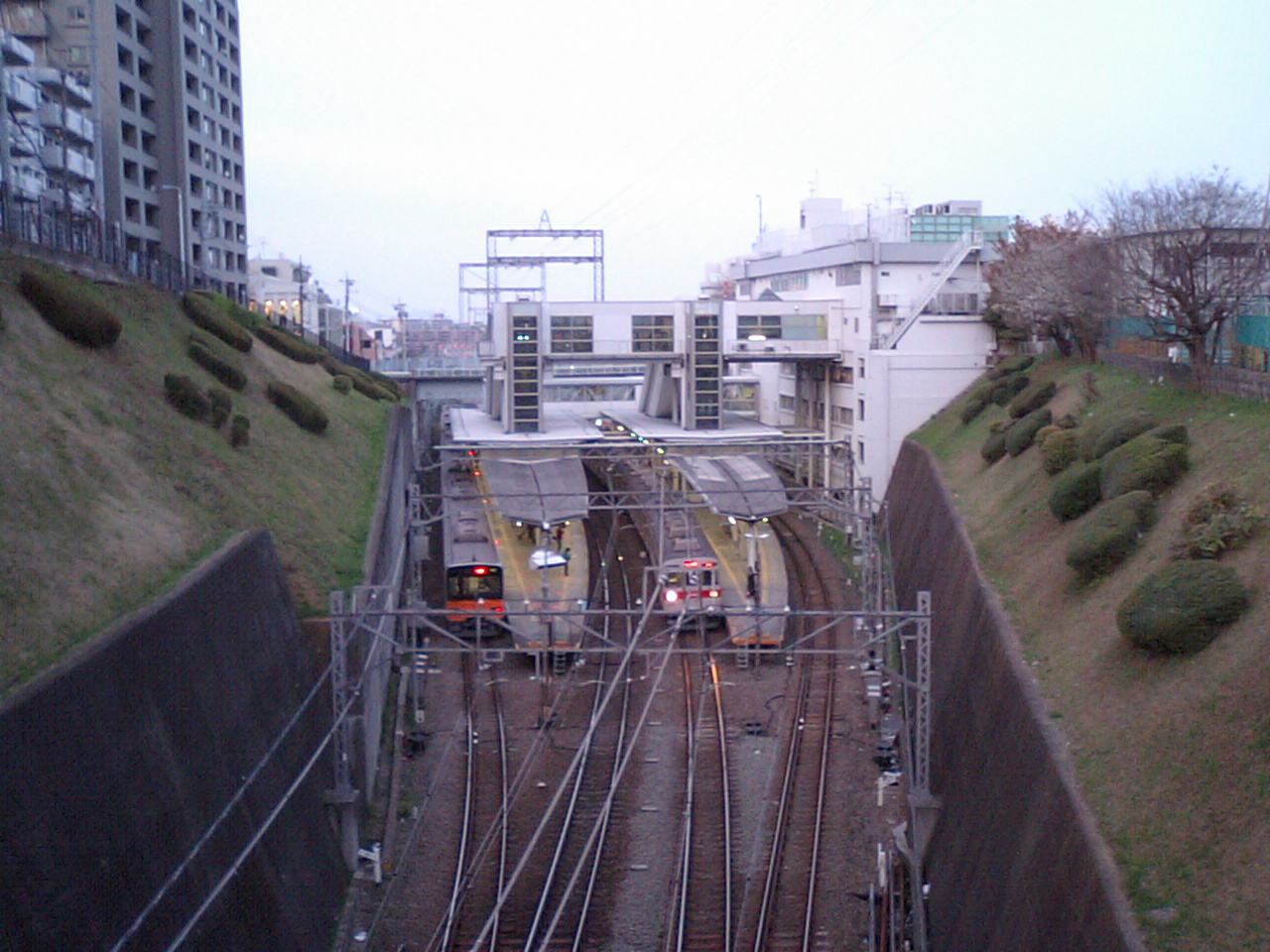
Vista panorámica de la estación.